# Armstrong Circle Theatre
Armstrong Circle Theatre est une série télévisée d'anthologie américaine en 370 épisodes de 25, puis 50 minutes commanditée par Armstrong Holdings, diffusée du 6 juin 1950 au 25 juin 1957 sur le réseau NBC, puis du 2 octobre 1957 au 5 juin 1963 sur le réseau CBS où elle alternait chaque semaine avec The United States Steel Hour (en).

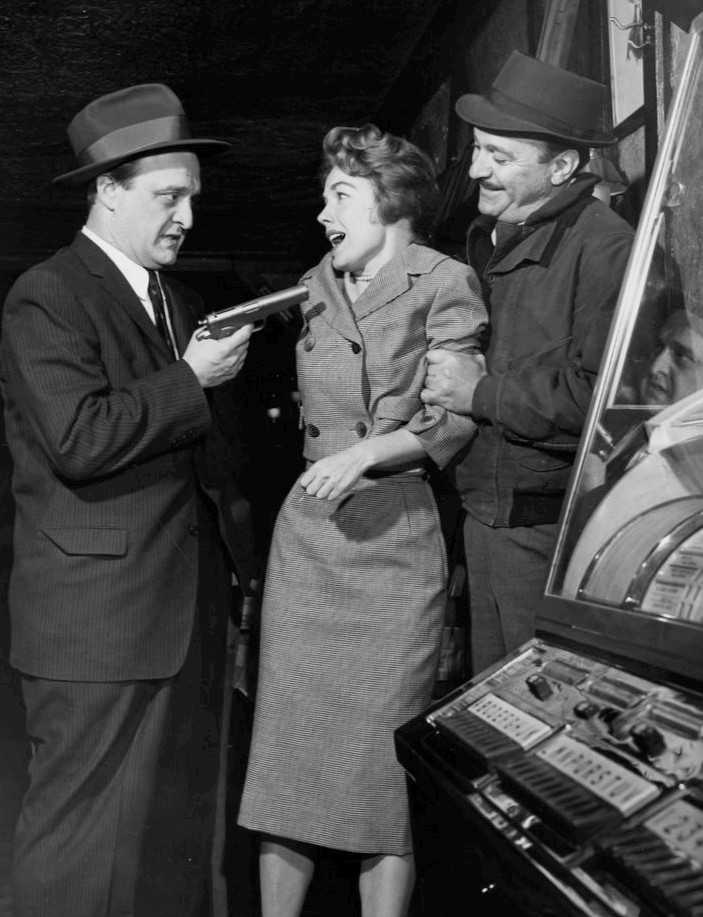
Armstrong Circle Theatre (1959)

La série figure dans les classements Nielsen à la 19e position pour la saison 1950-1951 et 24e pour 1951-1952.

## Invités
La série a accueilli de nombreuses guest-stars parmi elles :
- Tige Andrews (en)
- Edward Asner
- Anne Bancroft
- Ed Begley
- Barbara Britton
- James Broderick
- John Cassavetes
- Dabney Coleman
- Jackie Cooper
- James Dean
- Patty Duke
- Robert Duvall
- Peter Falk
- Geraldine Fitzgerald
- Nina Foch
- Wallace Ford
- Alan Furlan (en)
- Jonathan Harris
- Hurd Hatfield
- Grace Kelly
- Jack Klugman
- Otto Kruger
- Diana Hyland
- Cloris Leachman
- Jack Lemmon
- Julie London
- Audra Lindley
- Gene Lockhart
- Karl Malden
- Walter Matthau
- Roddy McDowall
- Darren McGavin
- Patrick McVey (en)
- Elizabeth Montgomery
- Rosemary Murphy
- Paul Newman
- Lois Nettleton
- Leslie Nielsen
- Carroll O'Connor
- Anthony Perkins
- Lee Remick
- Jason Robards
- Cliff Robertson
- Gena Rowlands
- Telly Savalas
- George Segal
- Martin Sheen
- Kim Stanley
- Maureen Stapleton
- Harold J. Stone
- Suzanne Storrs (en)
- Beatrice Straight
- Ron Thompson (en)
- Jo Van Fleet
- Eli Wallach
- Gene Wilder
- Joanne Woodward